# Gate Gourmet

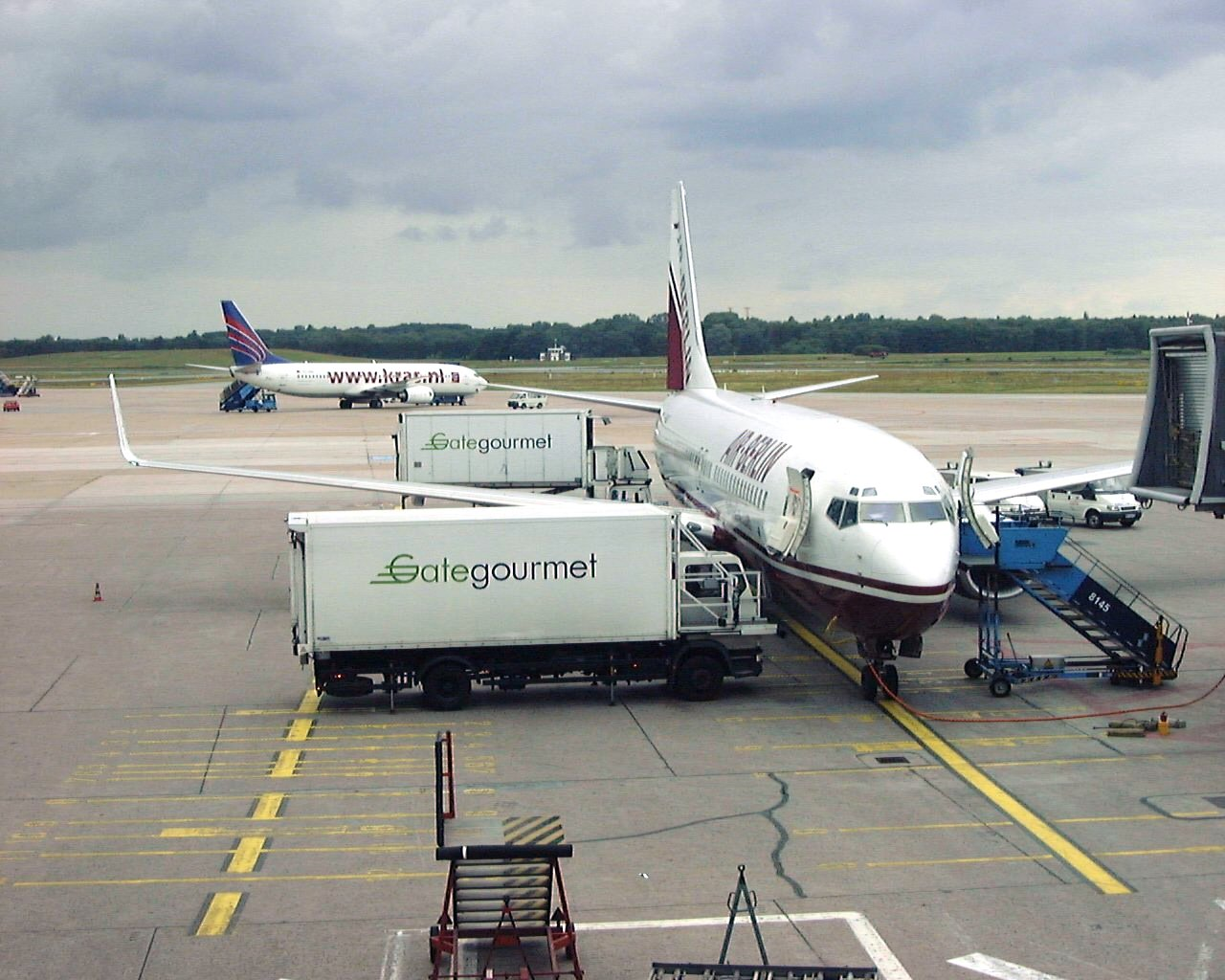
Gate Gourmet på Flughafen Hamburg.

Gate Gourmet är cateringfirma för flygbolag. Företaget har Zürich, Schweiz och Reston, Virginia, USA som huvudkontor.
2007 hade Gate Gourmet en omsättning på 2,5 miljarder schweiziska franc och producerade 200 miljoner flightmåltider per år. Flygbolag som är Gate Gourmets kunder är British Airways, American Airlines, United Airlines, Qantas Airways, Aerolíneas Argentina, Avianca Northwest Airlines, Iberia Airlines, Air France, Delta Airlines, Continental Airlines, Emirates Airlines, Thai Airways International, Scandinavian Airlines  och Amtrak.

## Rivaler
LSG Sky Chefs